# Zippo
Zippo (Зиппо) — металлическая бензиновая ветрозащищённая зажигалка, которая производится компанией Zippo Manufacturing Company в Брэдфорде (штат Пенсильвания, США). 
Зажигалки Zippo производятся с 1933 года. Современные зажигалки Zippo изготовляются из латуни, некоторые модели делаются из чистой меди, титана, серебра и золота. Известны также модели с внешней отделкой из дерева, кожи или с резиновыми вставками.
К 2007 году было выпущено около 450 миллионов зажигалок Zippo. К 5 июня 2012 года компания выпустила 500 миллионов зажигалок со дня своего основания, в честь чего были выпущены два юбилейных ограниченных тиража: 50 тыс. зажигалок серии Replica Edition и 10 тыс. зажигалок серии Limited Edition.

## История

### Изобретение
Зажигалка Zippo впервые появилась на рынке в 1933 году благодаря американскому предпринимателю по имени Джордж Грант Блэйсделл. Прототипом для Zippo послужила ветрозащищённая зажигалка австрийского производства Hurricane. Считается, что Блэйсделл увидел её в руках своего компаньона на вечеринке в гольф-клубе Bradford Country Club. 

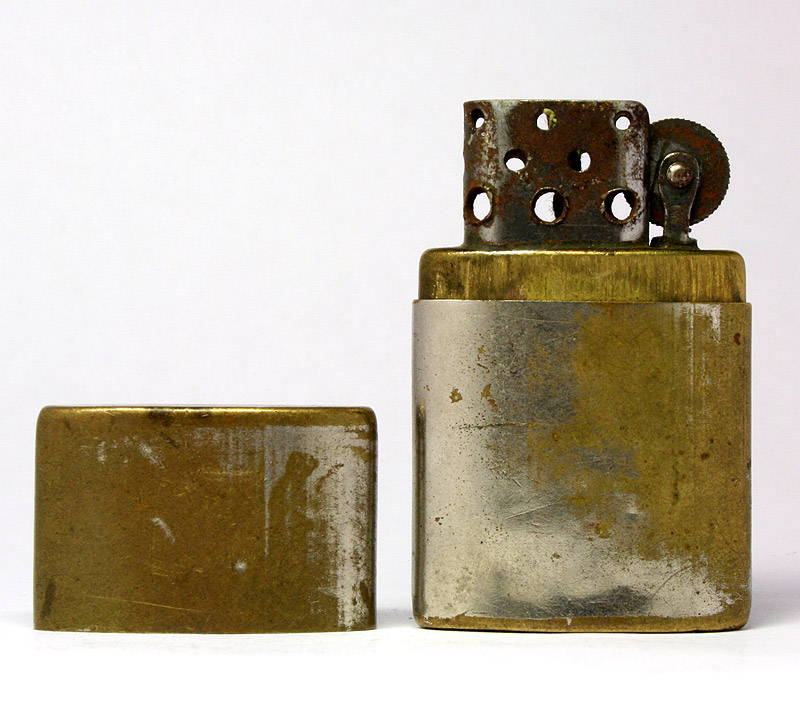
Австрийская зажигалка с ветрозащитой, прототип Zippo

Легенда описывает историю появления зажигалки Zippo так:

В 1932 году во времена «Великой депрессии» в далёкой Америке в городке нефтяников Брэдфорде (Пенсильвания) в обыкновенный деревенский клуб на танцы пришёл некто Джордж Блэйсделл. Он был совладельцем фирмы по производству простейшего нефтедобывающего оборудования. С юности он имел дело с металлом и обладал немалым стремлением к изобретательству.
Танцы и пустые разговоры о политике скоро надоели Джорджу, и он вышел покурить на веранду клуба, где нашёл своего друга Дика Дрессера, пыхтящего в попытках снять крышку со своей старенькой австрийской зажигалки. Дик был достаточно обеспеченным человеком, и Джордж позволил себе замечание: «Почему бы тебе не купить более презентабельную зажигалку?» Дик наконец-то сдёрнул крышку и чиркнул колёсиком. Несмотря на довольно сильный ветер, зажигалка зажглась, и Дик прикурил свою сигарету. «Потому что эта работает!» — буркнул Дик в ответ на вопрос Джорджа. В этот момент Джорджа осенила мысль: «Зажигалка! Вот что постоянно нужно человеку независимо от его материального положения!» С тех пор голова Джорджа была занята идеей производства надёжных зажигалок, доступных каждому.

Современная зажигалка Zippo, модель 205 Satin Chrome

Сначала Блэйсделл решил продавать австрийские зажигалки на американском рынке, и заказал одну партию. Идея не была успешной — предприниматель не продал ни одного экземпляра. Считается, что именно после этого Джордж несколько усовершенствовал конструкцию австрийского прототипа, придав корпусу прямоугольную форму и сделав крышку откидной, чтобы с зажигалкой можно было управляться одной рукой. В остальном конструкция практически не претерпела изменений, даже количество отверстий в ветрозащитных стенках осталось прежним. Вскоре после этого Блэйсделл открыл маленькую фабрику по производству своих собственных зажигалок, на которой первоначально работало всего 6 человек.
Сперва Джордж хотел назвать своё изобретение Zipper — ему нравилось звучание этого слова, но название оказалось уже запатентованным, и он остановился на Zippo. Новая зажигалка понравилась покупателям из-за простоты и надёжности конструкции и сразу же завоевала успех на рынке, во многом благодаря успешной рекламной кампании Джорджа Блэйсделла. Самая первая модель зажигалки Zippo 1933 года продавалась по цене в 1,95 долл. 3 марта 1936 года компании был выдан патент за номером 2032695 на конструкцию зажигалки Zippo.
Вопреки этой распространённой легенде, Джордж Блэйсделл на самом деле не был единоличным изобретателем конструкции зажигалки с откидывающейся крышкой и внешней петлёй. Патент номер 2032695 был записан на компаньона Джорджа Блэйсделла по имени Джордж Гимера (англ. George Gimera). Об этом говорит текст самого патента, в котором именно Гимера указан на первом месте в качестве изобретателя конструкции. Тем не менее, Гимера был компаньоном и соавтором идеи конструкции зажигалки, а основанная компания по производству зажигалок изначально принадлежала и до сих пор принадлежит семье Блэйсделл.

Сувенирный цент Zippo в оправе с надписью «Цент, никогда не потраченный на ремонт зажигалки Zippo»

Одним из главных рекламных ходов, придуманных Блэйсделлом с самого первого дня производства зажигалок, является их пожизненная гарантия. Это означает, что зажигалка любого возраста и в любом состоянии при поломке бесплатно ремонтируется компанией с заменой необходимых частей. При установлении подлинности бесплатному ремонту подлежит любая зажигалка вне зависимости от того, что с ней случилось. Единственные части зажигалки, на которые не распространяется гарантия, — внешняя отделка и рисунки на корпусе, которые на многих моделях могут со временем изнашиваться и стираться, а также накладные вставки и эмблемы (они могут быть бесплатно заменены в случае наличия аналогичных в сервисном центре).

### Вторая мировая война
Во время Второй мировой войны компания Zippo полностью переключилась на поставки зажигалок для Вооружённых сил США, исключив розничные продажи. Зажигалки тех лет производились из стали и специально покрывались чёрной краской (англ. Black Crackle) для того, чтобы противник не мог распознать позицию солдат по отблеску корпуса Zippo и чтобы защитить корпус от ржавчины. Зажигалку Zippo некоторые американские солдаты считали талисманом. Считается, что самая известная зажигалка Zippo времён Второй мировой войны принадлежала солдату по имени Уолтер Надлер (англ. Walter Nadler), высадившемуся в Нормандии 6 июня 1944 года. На ней выцарапано его имя и дата высадки десанта. Зажигалка была найдена работником компании Zippo в начале 1990-х годов и передана в музей компании в Брэдфорде.
Именно начиная со Второй мировой войны, благодаря своей распространённости среди солдат американской армии зажигалки Zippo приобрели общемировую известность.
После Второй мировой войны производство и продажа зажигалок Zippo резко увеличились в связи с выпуском большого числа новых моделей и активной рекламной кампанией в прессе. Многие зажигалки конца 1940-х — начала 1950-х годов выполнены в необычной форме, например, с нанесёнными на них вручную рисунками, в те же годы начался бум размещения на зажигалках логотипов различных компаний и использования их в качестве сувенирных и имиджевых продуктов. Все эти годы дизайн и конструкция зажигалки оставались неизменными.

### Война во Вьетнаме

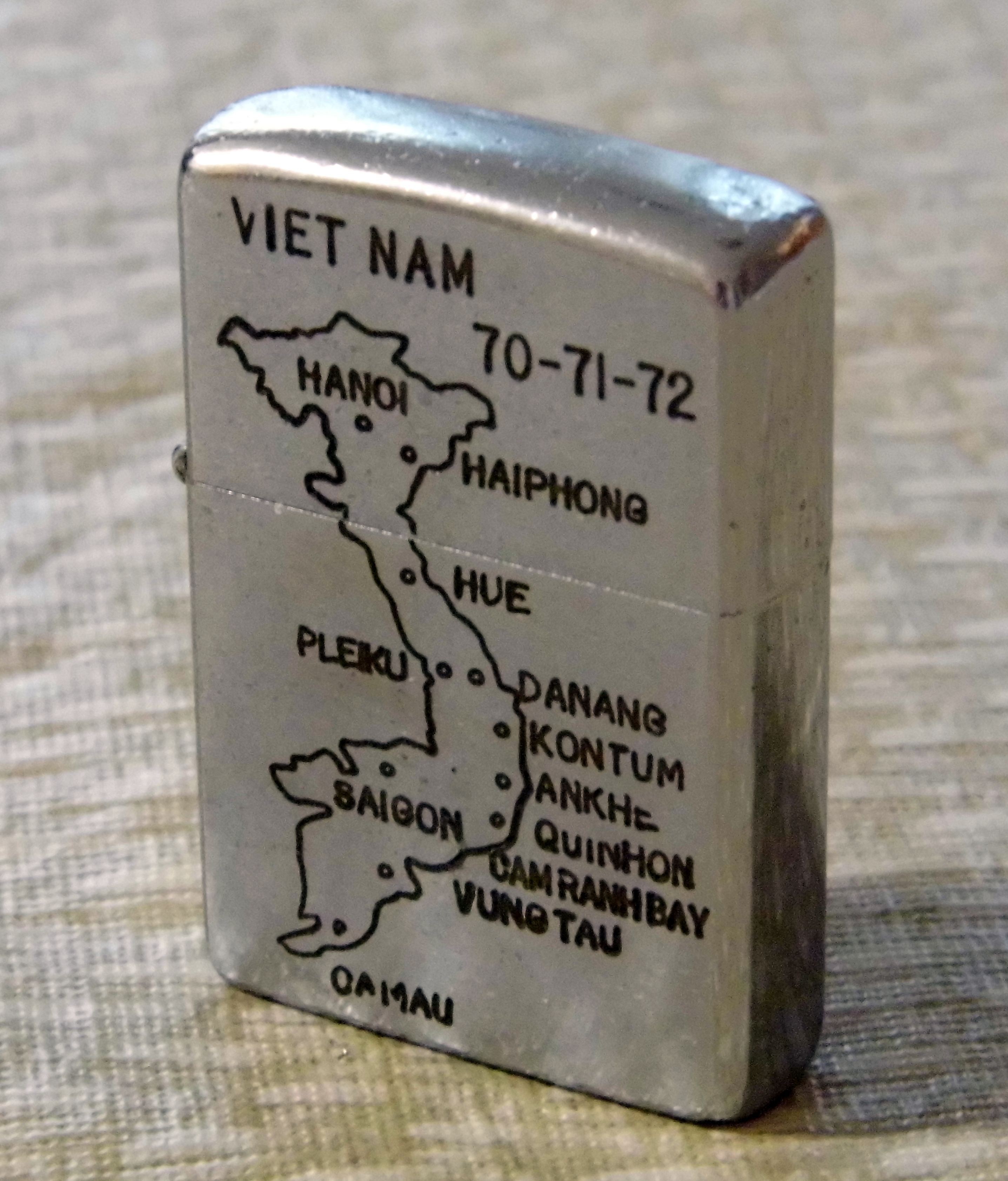
Зажигалка Zippo времён Вьетнамской войны

Следующую строку в историю зажигалок Zippo вписала война во Вьетнаме, в которой американские войска участвовали с 1965 по 1974 год. Зажигалка служила для солдат источником огня и тепла, могла использоваться для подогревания пищи; существуют истории о том, как раненые солдаты с помощью огня Zippo указывали своё местонахождение спасательным бригадам и даже о том, как зажигалка в нагрудном кармане спасала жизнь своему владельцу, останавливая пулю. Зажигалки того времени являются уникальными, так как солдаты делали на своих зажигалках гравировки, на которых обозначались годы и место их службы во Вьетнаме, часто присутствовали названия и символика частей и подразделений, карты Вьетнама, антивоенные лозунги. Zippo тогда была для солдат, как и во время Второй мировой, напоминанием о доме, и ей дорожили не меньше, чем личным оружием.
Зажигалки Zippo периода Вьетнамской войны стали одними из наиболее ценных коллекционных экземпляров за всю историю их производства и представляют серьёзный интерес для множества коллекционеров во всём мире. Вместе с тем, повышенный интерес привёл и к тому, что «вьетнамские» Zippo подделываются чаще других, и отличить настоящую зажигалку того времени от искусной современной подделки может только опытный коллекционер.

### Военная тематика
В 1990-х годах начался выпуск особых серий зажигалок, которые несут на себе символику пяти основных частей американской армии: Армия США, Корпус морской пехоты США, Военно-морские силы США, Военно-воздушные силы США и Береговая охрана США. Помимо таких серийных зажигалок, выпускались также и ограниченные коллекционные серии, которые были посвящены наиболее значительным военным операциям с участием американской армии, начиная с времён Второй мировой войны — корейской и вьетнамской войнам, операциям «Щит пустыни», «Буря в пустыне», иракской операции и другим. Особым образом был оформлен коллекционный набор под названием «Пески Нормандии» (англ. Sands of Normandy), выпущенный тиражом 10 тыс. экземпляров в 2004 году и приуроченный 60-летию высадки союзнических войск в Нормандии: в картонной коробке, напоминающей коробку для пищевых солдатских рационов времён Второй мировой, находится зажигалка с индивидуальным номером, буклет и небольшая капсула, содержащая песок с пляжа «Омаха», на котором и развернулась крупнейшая десантная операция в истории.

Zippo 1978 года с изображением американского военного танкера

После Второй мировой войны выпускались зажигалки с символикой всех военных кораблей и подводных лодок США, которые несли на себе изображение корабля, его название и номер, а также зажигалки с символикой различных военных баз США (например, Гуам, Гуантанамо и других).

### Важные даты
- 1932 год — основана компания Zippo Manufacturing Company.
- 1933 год — в начале года выпущена первая серийная зажигалка Zippo. Самые первые модели зажигалок делались из профиля прямоугольного сечения и сами были прямоугольными, с прямыми углами и без каких-либо надписей и рисунков. Эти модели зажигалок являются наиболее ценными коллекционными экземплярами, официально известно о существовании в коллекциях не более 50 сохранившихся подлинных моделей выпуска 1933 года. К концу первого года выпуска модель была укорочена на 1/4 дюйма в высоту (0,6 см).
- 1934 год — по углам корпуса зажигалки стали гравироваться декоративные косые линии. Такую же гравировку можно увидеть на копиях модели 1937 года («1937 vintage replica»).
- 1935 год — в этом году на зажигалках впервые стали появляться рекламные эмблемы. Они либо гравировались, либо наклеивались на корпус. Самой первой компанией, заказавшей рекламу, была нефтяная компания Kendall Oil: в 1935 году были выпущена партия из 500 зажигалок с её логотипом на корпусе.
- 1936 год — компания впервые стала делать на зажигалках именные гравировки с инициалами заказчика.
- 1937 год — компания немного изменила технологию изготовления зажигалок и они приняли новую форму со скруглёнными углами.
- 1939 год — на рынок впервые выпущены зажигалки, изготовленные из золота 583-й пробы. Появилась первая настольная модель зажигалки под названием Barcroft (позднее были выпущены ещё три разновидности настольной Zippo, последняя из них выпускалась до конца 70-х годов).
- 1942 год — из-за нехватки традиционных металлов зажигалки этого периода (до 1946 года) делались из стали, при этом 100 % продукции продавалось в Вооружённые силы США.
- 1946 год — у зажигалок впервые появилось вдавленное дно, существующее на большинстве серийных моделей.
- 1949 — выпущена серия зажигалок Town and Country, на которых были изображены животные, птицы и картинки охотничьей тематики, при этом впервые был опробован новый метод нанесения изображений на металл: изображение сначала вытравливалось химическим способом на зажигалке на глубину в тысячные доли дюйма, после этого раскрашивалось методом аэрографии и закреплялось нагревом до высокой температуры. Зажигалки этих серий считаются одними из самых красивых за всю историю и высоко ценятся коллекционерами. Также в 1949 году открылся филиал фабрики Zippo в Канаде, работавший до 2002 года.
- 1950 — впервые выпущены зажигалки с покрытием из кожи разных цветов, а также модели из чистого серебра.
- 1951 — во время Корейской войны зажигалки также делались из стали (до конца 1953 года).
- 1955 — впервые выпущены зажигалки с золотым и серебряным напылением.
- 1956 — на рынок выпущена узкая модель зажигалки (Slim), которая позиционировалась как изящная зажигалка для женщин.
- 1957 — выпущены модели Slim с золотым и серебряным напылением. Технология нанесения изображений на металл совершенствуется, и теперь появляются всё более детальные и красочные изображения на зажигалках. Кроме этого, в 1957 году была разработана система штампов для отображения даты выпуска зажигалок, все далее выпускаемые зажигалки идентифицируются годом выпуска, а много позднее (с 1986 года) и месяцем.
- 1960 — выпущена первая узкая модель Slim, изготовленная из золота.
- 1969 — в память о высадке американских астронавтов на Луну выпущена серия зажигалок Moon Landing. Выпуск зажигалок на космическую тему периодически продолжался и далее, до 1990-х годов.
- 1974 — впервые представлен дизайн серии Venetian.
- 1982 — компания отметила свой 50-летний юбилей выпуском памятной модели зажигалки. В этом году также впервые представлены трубочные модели, которые отличаются тем, что ветрозащитная часть имеет не по восемь отверстий с каждой стороны, а по одному большому, что облегчает прикуривание трубки такой зажигалкой.
- 1988 — впервые серийно выпущена копия модели ранних лет производства, первой копией стала оригинальная модель 1932 года выпуска.
- 1992 — компания отметила свой 60-летний юбилей и с этого же года стала производить ограниченные коллекционные серии зажигалок Collectible of the Year, выпускавшиеся ежегодно до 2002 года.
- 2003 — выпущена 400-миллионная зажигалка Zippo за всю историю компании с 1932 года. Это событие было отмечено выпуском специальных ограниченных коллекционных серий и других сувениров.
- 2005 — разработана и выпущена газовая зажигалка Zippo Blu, позднее её конструкция была усовершенствована под маркой Zippo Blu 2; через несколько лет газовые зажигалки Zippo были сняты с производства как не отвечающие стандартам надёжности.
- 2012 — 80-летний юбилей компании Zippo Manufacturing Company; выпущена 500-миллионная зажигалка.

## Конструкция
Зажигалка Zippo имеет металлический прямоугольный корпус со скруглёнными углами подпружиненной крышкой на петельке, такой, что крышку можно открыть одной рукой. На корпусе имеется зубчатое колёсико для высекания искр из кремня. Внутренняя часть, в которую заливается бензин, содержит наполнитель из ватных шариков, фитиль, пропущенный между ватным наполнителем, плотную заглушку из войлока снизу и гильзу, в которой с помощью винта с пружиной закрепляется кремень. При высекании искры из кремня воспламеняются пары бензина, которым пропитан фитиль. Фитиль закрыт от ветра специальными стенками с отверстиями, которые защищают пламя от боковых порывов ветра. Количество отверстий не всегда оставалось постоянным. В 1933—1934 годах у зажигалок было 16 отверстий (по 8 с каждой стороны). С 1935 по 1946 год конструкция предусматривала 14 отверстий (по 7 с каждой стороны), затем компания решила вернуться к первоначальной классической конфигурации отверстий — по 8 с каждой стороны.
Несмотря на самое главное своё достоинство, зажигалка Zippo не является абсолютно ветрозащищённой: например, её легко погасить, подув на горящий фитиль прямо сверху. Однако свою задачу сохранять пламя при ветреной погоде (при ветре сбоку) она выполняет. В подтверждение этого в 1950-х годах компанией даже был изобретён специальный рекламный трюк под названием «вентиляторное испытание» (англ. fan test): при поднесении горящей зажигалки к вращающемуся вентилятору сбоку пламя действительно не гаснет.
Обычная модель зажигалки Zippo содержит 22 детали, а для её сборки требуется 108 последовательных операций.

## Штампы на донышке

Штампы разных моделей Zippo

Все зажигалки Zippo с самого первого дня выпуска имеют отличительный штамп на донышке с логотипом Zippo, ранние модели имеют на штампе номер патента. С 1957 года на донышки всех зажигалок Zippo стал ставиться штамп, указывающий на год (позднее и месяц) выпуска зажигалки. До 1966 года год выпуска обозначался последовательностью точек (.) слева и справа от логотипа. С 1966 по 1973 год выпуска обозначался сочетанием вертикальных полосок (|), с 1974 по 1981 — прямыми косыми чертами (/), с 1982 по июнь 1986 — обратными косыми чертами (\). С июля 1986 года штамп несёт информацию также и о месяце выпуска зажигалки. Слева от логотипа буквами от A до L указывается месяц (A — январь, B — февраль и т. д.), справа — год. В 1986 году обозначение года началось с римской цифры II и закончилось в 2000 году цифрой XVI. С 2001 года обозначения годов перешли на арабские цифры, 01 означает 2001 год и т. д. Например, штамп с обозначениями E 04 указывает на зажигалку, произведённую в мае 2004 года.
С 1988 года компанией Zippo стали выпускаться копии моделей первых лет выпуска, сначала копия модели 1932 года, позже — моделей 1937 и 1941 года. Штампы на донышках таких копий повторяют оригинальный штамп зажигалок тех лет с номером патента, но такую копию можно отличить по дополнительному наличию буквенно-цифрового обозначения даты выпуска. Самая первая копия выпускалась как копия модели 1932 года, о чём свидетельствовал её штамп (на нём была надпись ORIGINAL 1932 REPLICA), и только в 1994 году обратили внимание на то, что фактически первая серийная зажигалка была выпущена компанией на рынок не в 1932 году, а в 1933. В последующих выпусках эта дата была исправлена, а ранее выпущенные зажигалки — копии с указанием года «1932» — стали коллекционной редкостью.
Кроме обозначения даты и логотипа, штампы на некоторых моделях могут содержать дополнительную информацию, например, название материала, из которого изготовлена зажигалка, или же отличительные знаки специальных ограниченных серий коллекционных зажигалок. Так, например, модель зажигалки, изготовленная из красной меди, на штампе имеет надпись «COPPER», а зажигалки из серебра или с серебряным покрытием — надписи «STERLING» или «SILVER PLATE».
Изредка в руки коллекционеров попадали зажигалки времён Второй мировой войны, у которых на торце крышки присутствовал второй штамп. Вероятнее всего, его наличие могло объясняться сложностями производства того периода, недостаточным контролем качества, или же просто кустарным ремонтом зажигалки, при котором новая крышка делалась из укороченного корпуса другой зажигалки. В 2008 году для привлечения внимания коллекционеров впервые была выпущена серийная зажигалка серии Bottomz Up®, которая имела одновременно два идентичных штампа: как на донышке корпуса, так и на торце крышки.
Штамп на донышке зажигалки Zippo является одним из самых главных признаков её подлинности — по нему определяется год выпуска, модель и аутентичность зажигалки.

## Современный каталог

Зажигалка Zippo выпуска 2005 года с ременным чехлом

Фляжка с бензином

Даже сама компания Zippo Manufacturing Company не может с точностью сказать, сколько разнообразных эмблем и дизайнов зажигалок было выпущено за все годы существования компании — их число может достигать сотен тысяч. Кроме того, существует много различных серий зажигалок, выпускаемых для продажи только в одной стране и таким образом становящихся редкостью в других странах. Современный каталог зажигалок Zippo, которые предназначены для продажи во всём мире, имеет несколько тематических разделов, в которых зажигалки разделены по украшающим их рисункам и эмблемам. Частично это деление очень условное, так как тематика изображений на зажигалках слишком разнообразна.

Зажигалка Zippo горящая

Фитиль и кремни

Каталог зажигалок Zippo каждый год расширяется за счёт выпуска новых моделей, при этом наиболее удачные и популярные модели прошлых лет, как правило, продолжают выпускаться.

### Газовые зажигалки

Зажигалка Zippo Blu

Первым опытом компании в производстве газовых зажигалок стала модель Zippo Contempo, вышедшая на рынок в 80-х годах. Эта зажигалка была совершенно не похожа на классическую бензиновую Zippo: длинный плоский корпус, скруглённая форма, боковой ролик для высекания искры. Это была очень изящная зажигалка, которая находилась в производстве несколько лет и до сих пор пользуется заслуженным вниманием коллекционеров.
В 2005 году компания решилась создать новую газовую зажигалку, которая получила название Zippo Blu. В качестве топлива в ней используется бутан, поэтому создаваемое ею пламя имеет голубой цвет. От обычной бензиновой Zippo зажигалка Zippo Blu унаследовала аналогичную конструкцию колёсика и держателя кремня. Отверстия в ветрозащите, в отличие от бензиновой зажигалки, у Zippo Blu образуют букву Z. Линейка этих зажигалок представлена во множестве разновидностей, вариантов дизайна и материалов отделки корпуса, начиная от обычного хромированного и заканчивая золотым покрытием. Зажигалки Zippo Blu также имеют пожизненную гарантию. Выпуск этих моделей официально начался в 2007 году, однако известны пилотные экземпляры Zippo Blu выпуска 2005 года, которые крайне редки.
Модель Zippo Blu через несколько лет была сменена усовершенствованной моделью Zippo Blu 2, которая отличалась формой корпуса и некоторыми конструктивными изменениями. Однако эти модели не прижились на рынке и получили критические отзывы покупателей; через несколько лет, в 2016 году обе модели были полностью сняты с производства.

### Аксессуары и другая продукция
Помимо собственно карманных зажигалок, Zippo Manufacturing Company производит также и другие продукты и аксессуары: специальный очищенный бензин для заправки зажигалок, фитили, кремни, бытовые газовые зажигалки (англ. multi-purpose lighters, MPL) для использования в походах, разжигания каминов и т. д., поясные кожаные чехлы и пластиковые клипсы для зажигалок, брелоки-канистры для ношения небольшого запаса бензина, карманные пепельницы, рулетки и перочинные ножи. Выпускаются специальные подарочные наборы, в которые входит зажигалка и кварцевые наручные часы. С конца 1930-х годов выпускались также различные модели настольных зажигалок Zippo, внутренняя конструкция которых не отличалась от обычных карманных зажигалок, но они имели разные размеры и внешнюю форму и отделку.

## Коллекционирование

Коллекционный набор с индивидуальным номером: зажигалка Zippo и пробка от бочки бурбона Jim Beam

По данным официального сайта Zippo, каждый пятый владелец зажигалки является коллекционером, однако компания Zippo официально не поддерживает ни один из десятков клубов коллекционеров Zippo, существующих по всему миру.

Коллекционная зажигалка Zippo, посвящённая 75-летию компании. Надпись RUS на боку зажигалки говорит о том, что данная серия выпущена для продажи исключительно в России

Тем не менее, компания Zippo с 1990-х годов приветствует коллекционирование зажигалок и регулярно выпускает интересные коллекционные образцы своей продукции, зачастую очень ограниченным тиражом, таким образом подогревая интерес к собирательству зажигалок у коллекционеров. Например, с 1992 года выпускаются серии под названием Collectibles of the Year: зажигалки, каждый год посвящённые разным историческим событиям либо датам из истории компании, в специальной упаковке, которые предназначены специально для коллекционеров.
В США компания Zippo с 2002 года спонсировала деятельность клуба коллекционеров Zippo под названием Zippo Click, который объединял более 15 000 членов по всему миру. Клуб регулярно проводил встречи коллекционеров, тематические мероприятия и аукционы, выпускал коллекционные серии зажигалок, распространявшиеся только среди членов клуба, издавал справочные пособия для коллекционеров Zippo (англ. Zippo Collectors guide), выпускал собственный журнал для коллекционеров «Click magazine». В 2010 году официальный клуб Zippo Click был закрыт, и на сегодняшний день все мировые клубы коллекционеров Zippo являются самостоятельными объединениями, не аффилированными с самой компанией Zippo.
Стоимость коллекционных зажигалок Zippo зависит от многих факторов: металла, оформления, степени редкости и сохранности, года выпуска. Самая большая сумма, заплаченная коллекционером за зажигалку — 37 000 долларов. Это была прекрасно сохранившаяся модель 1933 года выпуска, проданная на аукционе самой компанией Zippo Manufacturing Company в 2007 году.
В 2001 году на встрече коллекционеров Zippo в Токио аналогичная зажигалка 1933 года выпуска была продана за 18 000 долларов. Годом позже сама компания Zippo выкупила у коллекционера аналогичную зажигалку 1932 года выпуска для своего музея за 12 000 долларов.

## В кино и массовой культуре
- По оценкам самой компании, зажигалка Zippo появляется или упоминается более чем в тысяче фильмов, причём особо подчёркивается, что методы product placement не использовались ни разу[33][34].
- Прозвище «Зиппо» получил в войсках американский самоходный огнемёт M132, применявшийся во время войны во Вьетнаме[35].
- Эрик Клэптон использовал ритмичное пощёлкивание зажигалки Zippo в песне «It's Probably Me», написанной им для фильма «Смертельное оружие 3»[34]
- Один из основателей группы Pink Floyd Сид Барретт использовал зажигалку Zippo для игры на слайд-гитаре (обычно для прижимания струн на слайд-гитаре используется специальная металлическая трубка, надеваемая на палец, что даёт характерный «плавающий» звук)[36].